# Hey, Mamma!
«Hey, Mamma!» (с англ. — «Эй, мама!») — песня молдавской группы SunStroke Project, представленная на конкурсе «Евровидение-2017» в Киеве.

## Евровидение
18 января группа SunStroke Project проходила национальный отбор «O melodie pentru Europa 2017» для конкурса «Евровидения». 25 февраля участники группы и их песня были объявлены победителями, после чего они получили право представлять свою страну на конкурсе «Евровидение». Представители Молдавии выступали в первом полуфинале и прошли в финал. По итогам SunStroke Project с песней «Hey, Mamma!» набрала 374 балла и получила третье место в конкурсе.

## Композиция
| №  | Название      | Автор(ы)                          | Длительность |
| -- | ------------- | --------------------------------- | ------------ |
| 1. | «Hey, Mamma!» | SunStroke Project, Алина Галецкая | 2:59         |

## Позиции в чартах
| Страна                                       | Высшая позиция |
| -------------------------------------------- | -------------- |
| Австрия (Ö3 Austria Top 40)                  | 27             |
| Бельгия (Ultratop)                           | 49             |
| Франция (SNEP)                               | 56             |
| Германия (Media Control Charts)              | 52             |
| Венгрия (Mahasz)                             | 15             |
| Нидерланды (Mega Single Top 100)             | 70             |
| Россия (Tophit)                              | 272            |
| Шотландия (The Official Charts Company)      | 51             |
| Испания (PROMUSICAE)                         | 34             |
| Швеция (Sverigetopplistan)                   | 18             |
| Швейцария (Schweizer Hitparade)              | 55             |
| Великобритания (The Official Charts Company) | 51             |